# Barzheim
Barzheim est une localité et une ancienne commune suisse du canton de Schaffhouse.

## Histoire

Vue aérienne (1953)

Occupé au moins depuis le VIIe siècle (comme en témoignent les quatre tombes alémanes découvertes), le site sur lequel se dresse le village de Barzheim appartient depuis le Moyen Âge au landgraviat de Nellenburg avant de devenir une possession (partielle, puis totale) de la ville de Schaffhouse en 1723. En 1633, le village a été détruit par les troupes du Saint-Empire romain germanique durant la guerre de Trente Ans.
En 2004, la commune a été incorporée dans sa voisine de Thayngen.

## Patrimoine bâti
La chapelle, datant de 1370 et reconstruite en 1522, fut utilisée comme école de 1829 à 1972. Elle est inscrite comme bien culturel d'importance régionale, tout comme les anciens abattoirs transformés en bâtiment d'archives.